# Hexatoma (Eriocera) sublima
Hexatoma (Eriocera) sublima is een tweevleugelige uit de familie steltmuggen (Limoniidae). De soort komt voor in het Neotropisch gebied.